# Lovisa Lagerström Lantz
Lovisa Lagerström Lantz, född 1975, är en svensk kommunikatör. Hon var tidigare ordförande för Ungdomens Nykterhetsförbund mellan 1997 och 2001. 2010 -2015 var hon kommunikationschef på Hotell- och restaurangfacket. Mellan september 2001 och maj 2006 arbetade hon som pressekreterare för infrastrukturminister Ulrica Messing. Under två år arbetade Lagerström Lantz som projektledare på PR-byrån Westander Publicitet & Påverkan och därefter som vikarierande presschef på byggbolaget NCC. Sedan 2018 arbetar hon som Kommunikationschef på koncernen Alligo  
Lagerström Lantz hade under 2007 -2008 olika kommunpolitiska uppdrag i Tyresö kommun, bland annat som gruppledare för socialdemokraterna i barn- och utbildningsnämnden i Tyresö. Lovisa Lagerström Lantz kommer ursprungligen från Alingsås.